# Thomas Grote
Thomas Grote – hanowerski dyplomata żyjący w pierwszej połowie XVIII wieku.
W roku 1704 reprezentował Elektorat Hanoweru w Sztokholmie.